# الانتخابات الرئاسية الأرمنية 1996

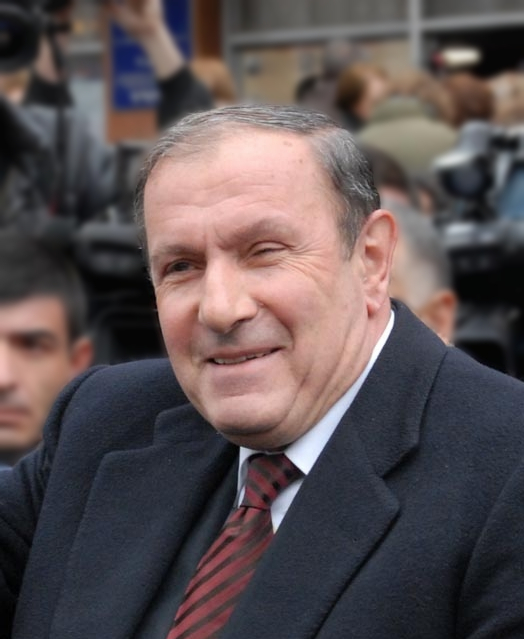
ليفون تير-بيتروسيان.

أجريت الانتخابات الرئاسية في أرمينيا في 22 سبتمبر 1996. وكانت النتيجة فوز ليفون تير-بيتروسيان بنسبة 51.3٪ من الأصوات وكانت نسبة المشاركة 60.3٪.